# The Fable of the Coming Champion Who Was Delayed
The Fable of the Coming Champion Who Was Delayed è un cortometraggio muto del 1914 diretto dal popolare scrittore George Ade, autore anche del soggetto.
Il film fu interpretato da Wallace Beery.

## Produzione
Il film fu prodotto dalla Essanay Film Manufacturing Company.

## Distribuzione
Distribuito dalla General Film Company, il film - un cortometraggio di una bobina - uscì nelle sale cinematografiche USA il 29 luglio 1914.